# Malinné (Prosetín)
Malinné je malá vesnice, část obce Prosetín v okrese Chrudim. Nachází se 1 km na jihovýchod od Prosetína. V roce 2009 zde bylo evidováno 38 adres. V roce 2001 zde trvale žilo 81 obyvatel.
Malinné leží v katastrálním území Prosetín u Hlinska o výměře 5,32 km2.

## Další fotografie

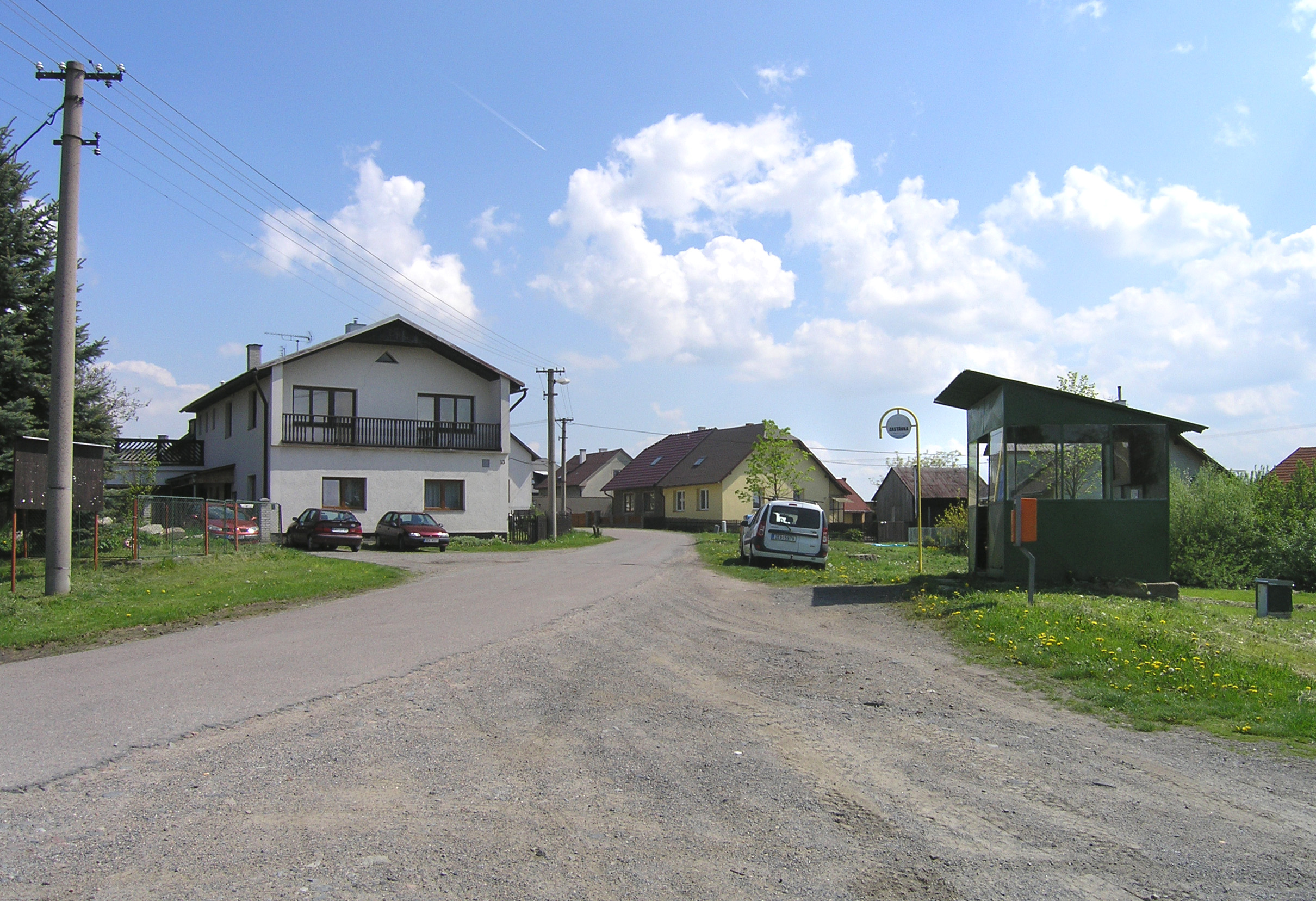
Náves
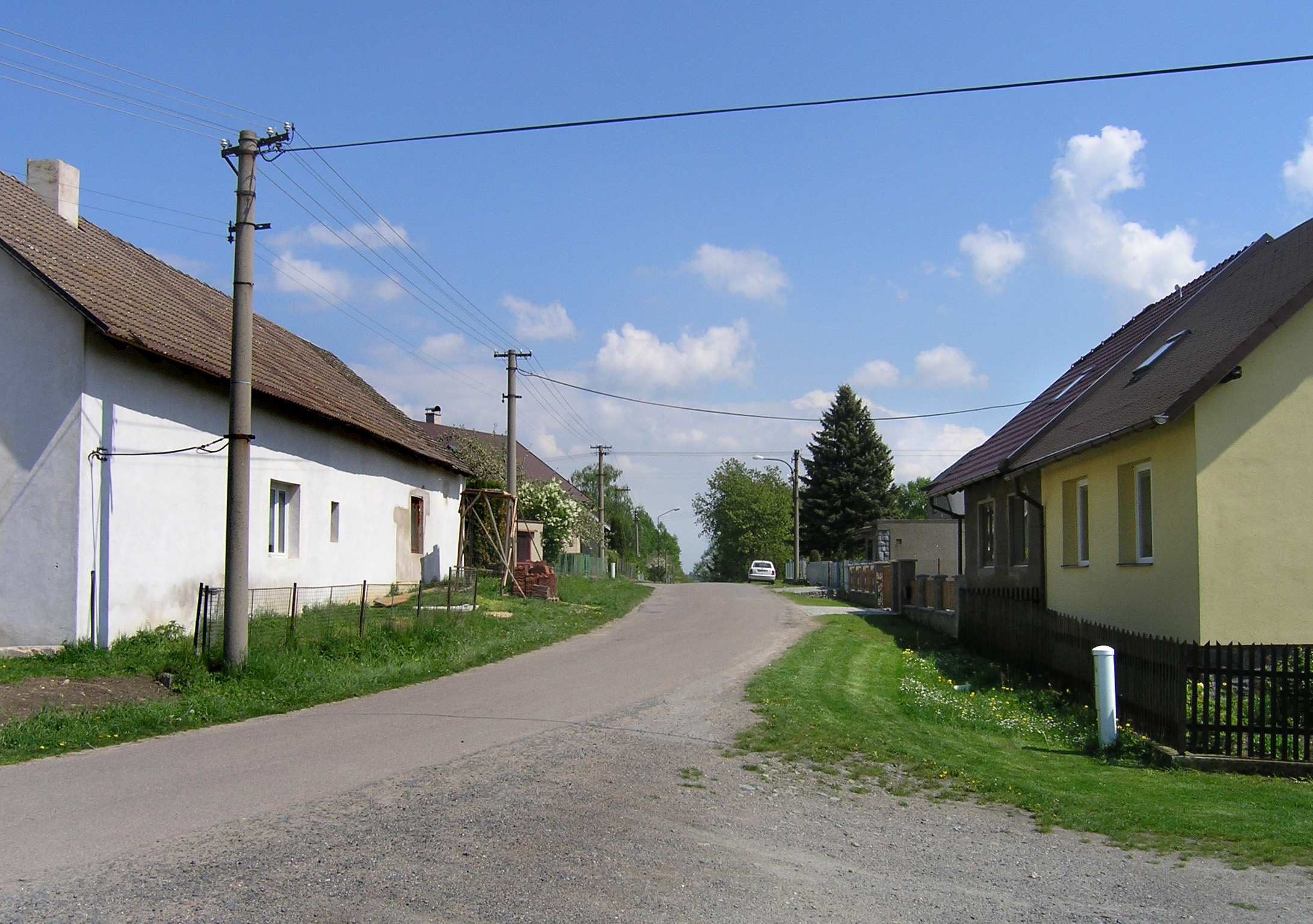
Silnice ke Skutči
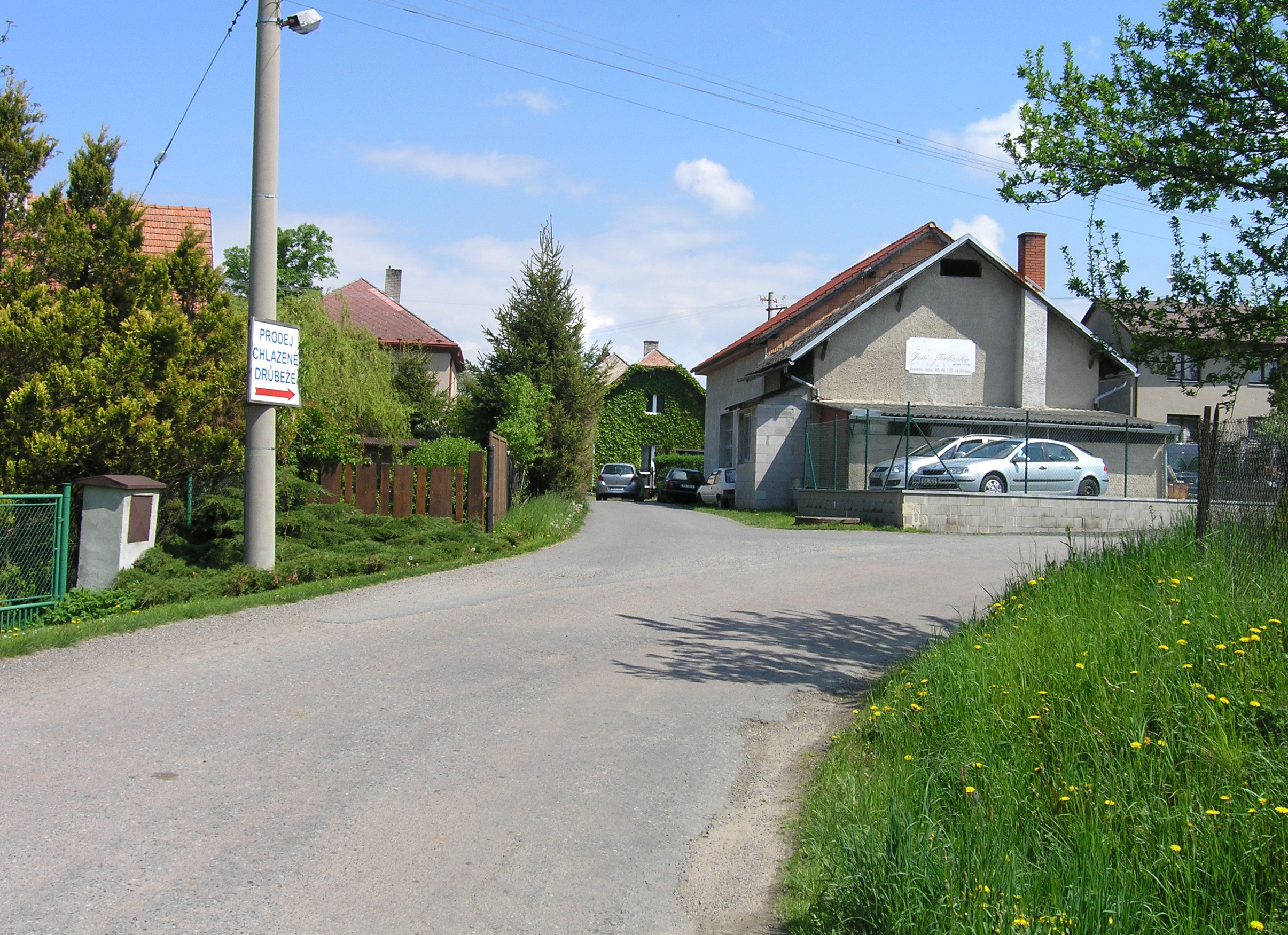
Západní část vsi